# Maison Erić à Čačak
La maison Erić à Čačak (en serbe cyrillique : Ерића кућа у Чачку ; en serbe latin : Erića kuća u Čačku) se trouve à Čačak et dans le district de Moravica, en Serbie. Elle est inscrite sur la liste des monuments culturels protégés de la République de Serbie (identifiant no SK 1673),,,.

## Présentation
La maison, située 6 rue Gradsko šetalište, a été construite en 1892, pour servir d'immeuble résidentiel et commercial.
Elle est constituée d'un rez-de-chaussée et d'un étage. La façade principale, composée symétriquement, est richement décorée dans les styles néo-classique et néo-baroque, avec des motifs floraux stylisés. L'étage est organisé autour d'un balcon avec des consoles et un garde-corps en fer forgé, sur lequel donne une fenêtre ; deux autres fenêtres sont disposées symétriquement de part et d'autre du balcon central ; ces deux fenêtres sont ornées de balustrades, d'appuis moulurés et de frontons demi-circulaires ; toutes les fenêtres sont encadrées de pilastres à chapiteaux corinthiens.
La façade est couronnée par un haut attique en deux parties ; on y trouve d'abord une corniche portée par des paires de consoles ornées d'un motif floral plusieurs fois répété sur d'autres parties de la façade ; des ouvertures rondes sont couvertes de volets en étain ajouré formant une décoration florale stylisée ; le dernier étage de l'attique est divisé horizontalement en trois parties par des colonnes massives, soit une partie centrale plane et aveugle, où figure l'année de construction du bâtiment, et deux autres parties disposées symétriquement par rapport au centre et ornées de balustrades ; les colonnes portent des acrotères en étain en forme de pyramide.

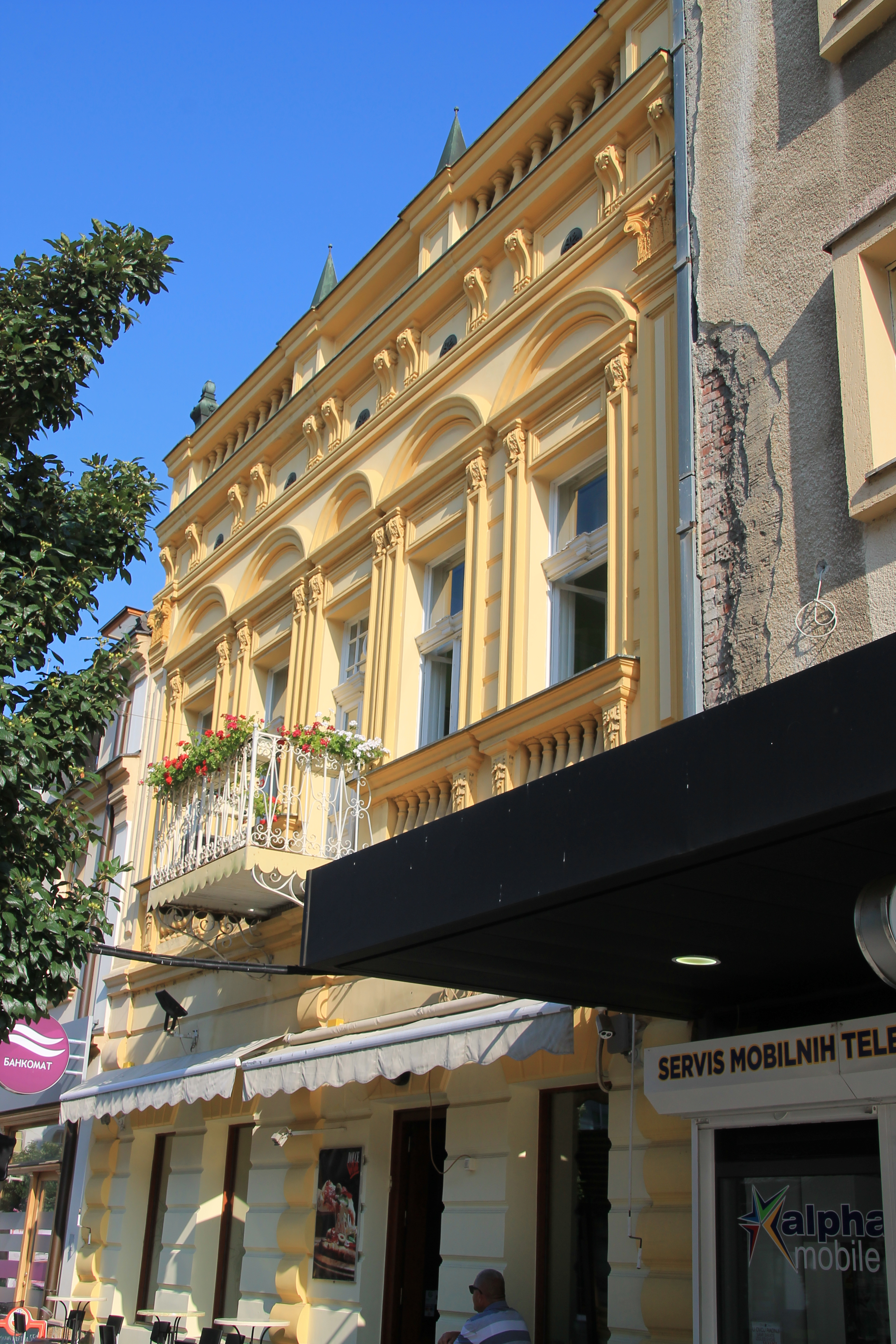
Autre vue de la maison.
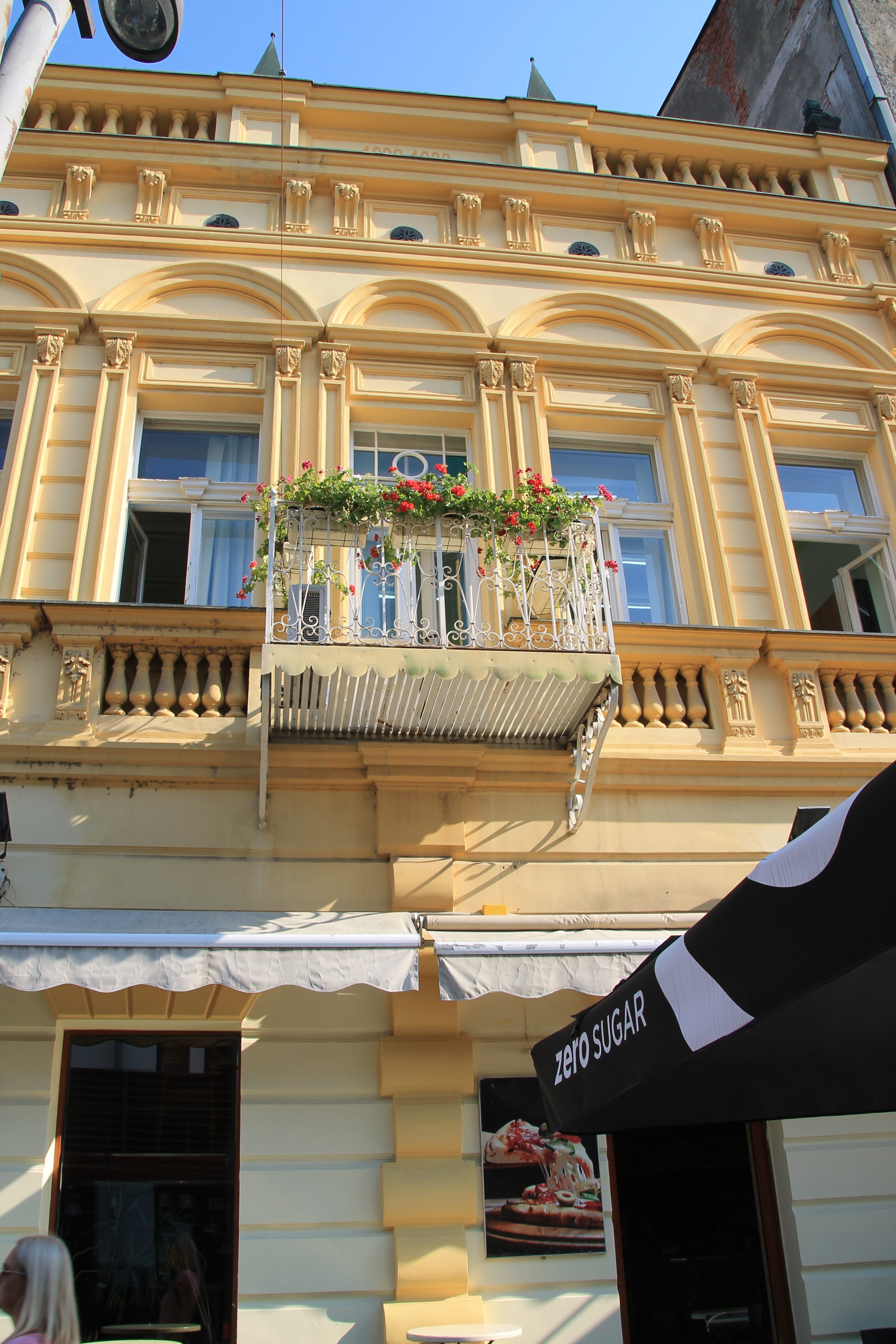
Détail de la maison.
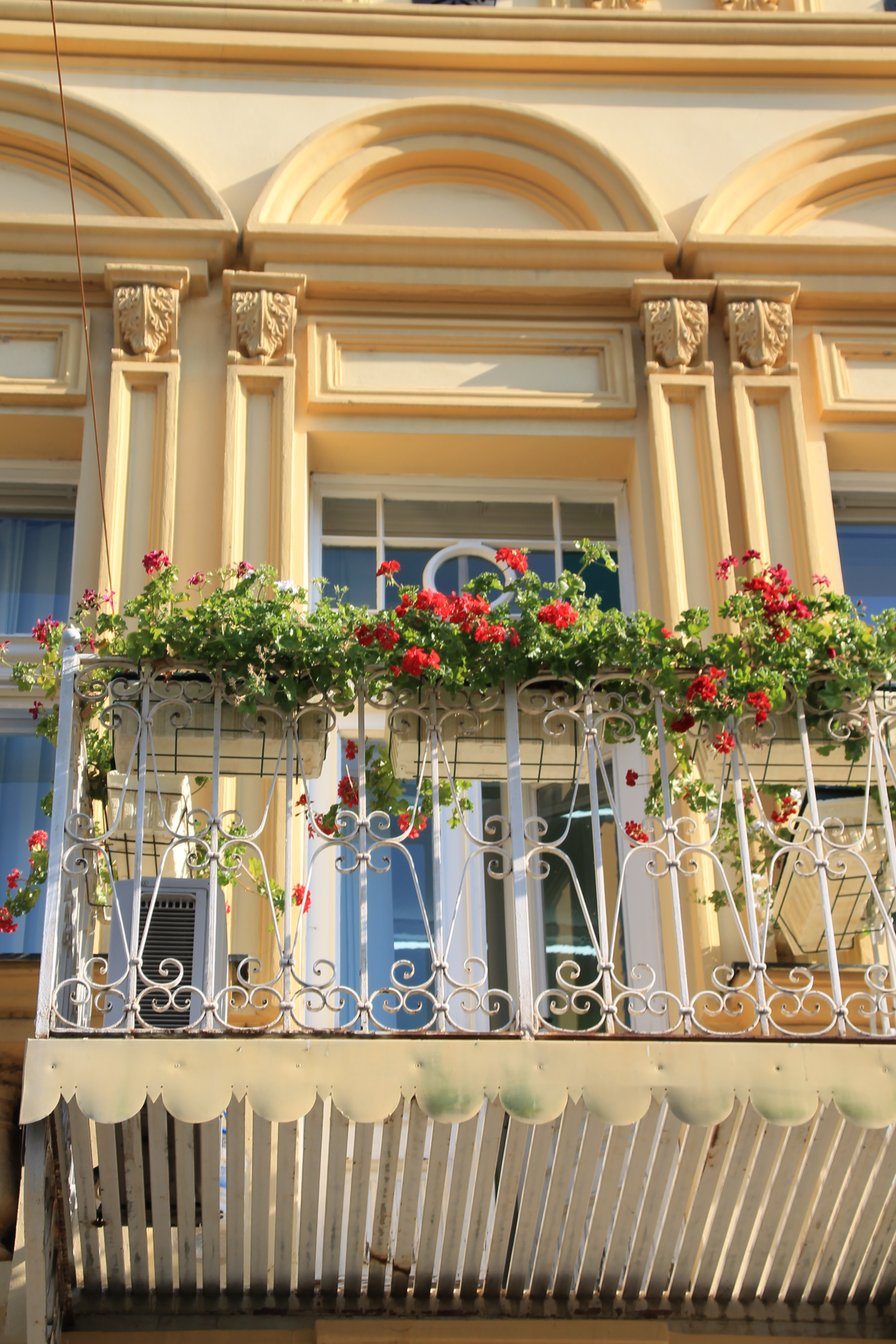
Détail du balcon.